# Henry megye (Ohio)
Henry megye az Amerikai Egyesült Államokban, azon belül Ohio államban található. Megyeszékhelye Napoleon. Lakosainak száma 27 662 fő (2020. április 1.). Henry megye Fulton, Lucas, Wood, Hancock, Putnam, Defiance és Williams megyékkel határos.

## Népesség
A megye népességének változása:
| Lakosok száma | 28 102 | 28 219 | 28 085 | 28 092 | 27 816 | 27 662 |
|               | 2010   | 2011   | 2012   | 2013   | 2015   | 2020   |